# Hans Karl Breslauer
Hans Karl Breslauer (* 2. Juni 1888 in Wien, Österreich-Ungarn  als Johann Karl Breslauer; † 15. April 1965 in Salzburg) war ein österreichischer Schauspieler, Filmregisseur, Drehbuchautor und Schriftsteller.

## Leben und Wirken

### Beginn der Karriere als Schauspieler
Hans Karl Breslauer war der Sohn eines Kaffeehausbesitzers. Statt das väterliche Kaffeehaus zu übernehmen, entschied er sich für eine Karriere als Schauspieler. Erste Engagements erhielt er in Köln, Wiesbaden und Wien. Ab 1910 war Breslauer in Berlin als Drehbuchautor tätig. Rund 40 Filmmanuskripte schrieb er für die Filmgesellschaften Duskes, Meßter, Vitascope, Mutoscope und Biograph. Schon ab 1914 soll er erste Regiearbeiten bei der Sascha-Film in Wien angenommen haben, was jedoch aufgrund fehlender Nachweise für Regiearbeiten in diesen Jahren in Frage gestellt wird. Nachgewiesen ist jedoch eine Schauspielrolle in der Wiener Regent-Film-Produktion Zu spät gesühnt (1916).

### Karriere als Filmregisseur
Breslauers erste nachgewiesene Regiearbeit war 1918 die Sascha-Film-Produktion Ihre beste Rolle.
Nach dem Ersten Weltkrieg war Breslauer als Regisseur für die Leyka- und die Biehl-Film tätig. 1919/1920 war er Vizepräsident des Klubs der Filmregisseure Österreichs. Ab 1921 war Breslauer regelmäßig für die Mondial-Film tätig, unter deren Dach er seine eigene Filmproduktionsgesellschaft, die H.K.B.-Film, gründete. Ihre ersten Filme waren Lieb’ mich, und die Welt ist mein (1924) und Strandgut (1924), die er 1923 auf Korsika und an der Riviera drehte. Bei einigen Produktionen, etwa bei Oh, du lieber Augustin (1922), zeichnete er auch für das Drehbuch verantwortlich.
Ende 1923 begann Breslauer mit der Verfilmung von Hugo Bettauers erfolgreichem Roman Die Stadt ohne Juden. Sowohl Buch als auch Film lassen sich heute wie eine Vorahnung der Geschehnisse in Europa ab 1933 lesen, waren jedoch zur Unterhaltung gedacht und auf breite Rezeption ausgelegt. So veränderte Breslauer bei der Verfilmung einige Details, wodurch von Bettauer bewusst eingesetzte Anspielungen und Bezüge zur Realität verloren gingen. Markantestes Beispiel für dieses Vorgehen ist etwa die Änderung des Namens der Stadt, in der die Handlung spielt, von „Wien“ zu „Utopia“. Diese Abweichungen von der Romanvorlage sollten die politische Brisanz des Films mindern. Dennoch kam es bei manchen Vorführungen des Films, der nicht ganz so erfolgreich wie das Buch war, zu Zwischenfällen mit Nationalsozialisten. Der noch erhaltene Film bietet dem heutigen Betrachter einen interessanten Einblick in die „Normalität“ des Antisemitismus der 1920er-Jahre.
Im Oktober 1925 heiratete Breslauer die Schauspielerin Anna Milety, die in vielen seiner Filme als Hauptdarstellerin auftrat. Nach Die Stadt ohne Juden ist keine weitere Filmarbeit Breslauers bekannt. Zwar wurde in der Filmzeitschrift Mein Film von einer Regiearbeit zur Sascha-Film-Produktion Der fliegende Haupttreffer berichtet, doch kam diese anscheinend nie zustande; eine Nennung in Paimann’s Filmlisten fehlt. Eine mögliche Erklärung für Breslauers Rückzug aus dem Filmgeschäft ist die durch Hollywood ausgelöste europäische Filmwirtschaftskrise, die zu diesem Zeitpunkt die meisten Filmnationen Europas schwer in Bedrängnis brachte und auch in Österreich nur wenige Filmproduktionsgesellschaften überleben ließ.

### Tätigkeit als Schriftsteller
Ab den 1930er-Jahren ist eine rege schriftstellerische Tätigkeit Breslauers nachgewiesen. Von 1931 bis 1944 schrieb er gelegentlich Kurzgeschichten für den Simplicissimus. Er war Mitglied der Reichsschrifttumskammer und veröffentlichte unter dem Pseudonym Bastian Schneider. Von 1934 bis 1939 schrieb er regelmäßig unterhaltsame Beiträge für den Pressburger Grenzboten, von 1936 bis 1942 auch für Das kleine Blatt in Wien und von 1938 bis 1944 für die ebenfalls wienerische Kleine Volks-Zeitung. Ab 1940 schrieb er Feuilleton-Beiträge für Zeitungen und Zeitschriften im gesamten Deutschen Reich, etwa für die Breslauer Neuesten Nachrichten, die Essener Allgemeine Zeitung und die Leipziger Tageszeitung. Am 22. März 1940 beantragte er die Aufnahme in die NSDAP und wurde zum 1. Juni desselben Jahres aufgenommen (Mitgliedsnummer 7.684.386).
Nach Ende des Zweiten Weltkrieges übersiedelte Breslauer mit seiner Frau nach Loibichl bei Mondsee in Oberösterreich, wo er sich in einem Gasthaus einmietete. Er publizierte weiterhin, jetzt auch unter den Pseudonymen „Jenny Romberg“ und „James O’Cleaner“. Erneute Erfolge blieben ihm verwehrt. Verarmt starb Hans Karl Breslauer am 15. April 1965 im Landeskrankenhaus Salzburg.

## Werke

### Filme
Filmarbeiten Breslauers als Regisseur, sofern nicht anders angegeben:
- 1916: Zu spät gesühnt (Schauspiel; Regie: Franz Ferdinand Bertram)
- 1918: Das Baby (Fragment)
- 1918: Ihre beste Rolle
- 1918: Klein Evchen
- 1918: Lene oder Lena
- 1919: Ein Besuch in der Wiener Werkstätte (Schauspiel)
- 1919: Little Pitsch als Meisterdetektiv
- 1919: Am See der Erlösung
- 1919: Onkel Tonis Brautfahrt
- 1920: Jou Jou
- 1920: Miss Cowboy
- 1921: Der Findling des Glücks (auch Drehbuch)
- 1921: Das Geheimnis der Nacht
- 1921: Gewitter im Anzug
- 1921: Tragödie eines Häßlichen
- 1922: Am Rande des Abgrundes
- 1922: Das Haus Molitor (auch Drehbuch)
- 1922: Oh, du lieber Augustin (auch Drehbuch)
- 1922: Verklungene Zeiten
- 1924: Lieb’ mich, und die Welt ist mein (auch Drehbuch)
- 1924: Strandgut (auch Drehbuch)
- 1924: Die Stadt ohne Juden (auch Drehbuch)

Die Fertigstellung der in zeitgenössischen Quellen angekündigten Filme Pelikan (1922) und Der fliegende Haupttreffer (1926) ist nicht gesichert.

### Bücher
- 1941: Der Dreißig-Pfennig-Roman: Das Ei des Kolumbus (Kriminalroman)
- 1943: Liebe, Diebe (Kurzgeschichten)
- 1951: Erdball-Romane Band 77: Eine kleine Taubenfeder (Kurzroman)
- 1952: Heute wird gefilmt in Bellevue
- 1952: Kelter Romane Band 132: Dr. Scarrons dunkler Punkt (Kurzroman)
- 1952: Der Dohlengraf (als Jenny Romberg)
- 1953: Die erdolchte Mumie
- 1953: Heiraten und nicht verzweifeln
- 1953: Im Wirbel des Schicksals (als Jenny Romberg)
- 1954: Die schönste von allen (Liebesroman)
- 1954: Der Sprung ins Ungewisse (Kriminalroman)
- 1955: Ich kann dich nicht vergessen (Kurzroman)
- 1955: Sehnsucht nach der Heimat (Schicksalsroman, Kurzroman)
- 1956: Das Herz kann irren (Kurzroman, als Jenny Romberg)
- 1957: Güldensee-Romane Band 123: Das Mädchen vom Rütihof (Kurzroman)
- 1957: Wolfgang Marken’s Roman-Freund Band 134: Das Opfer der Aglaja (Kurzroman)
- 1957: Wolfgang Marken’s Roman-Freund Band 141: Das Spiel mit der Liebe (Kurzroman)
- 1957:	Wolfgang Marken’s Roman-Freund Band 144: Der Diener seiner Exzellenz (Kurzroman)
- 1960: Der Fluch der Sürch-Alp (Kurzroman, als Jenny Romberg)
- 1961: Familienfreund-Roman-Blätter Nr. 17: Das letzte Konzert (Kurzroman)
- 1961: Lorelei-Liebesromane: Wo wohnt das Glück (Kurzroman)
- 1963: Linden-Roman Nr. 165: Liebesfrühling im Achental (Kurzroman)
- 1964: Ursel und der Hochstapler (Kurzroman)